# Motor d'inducció

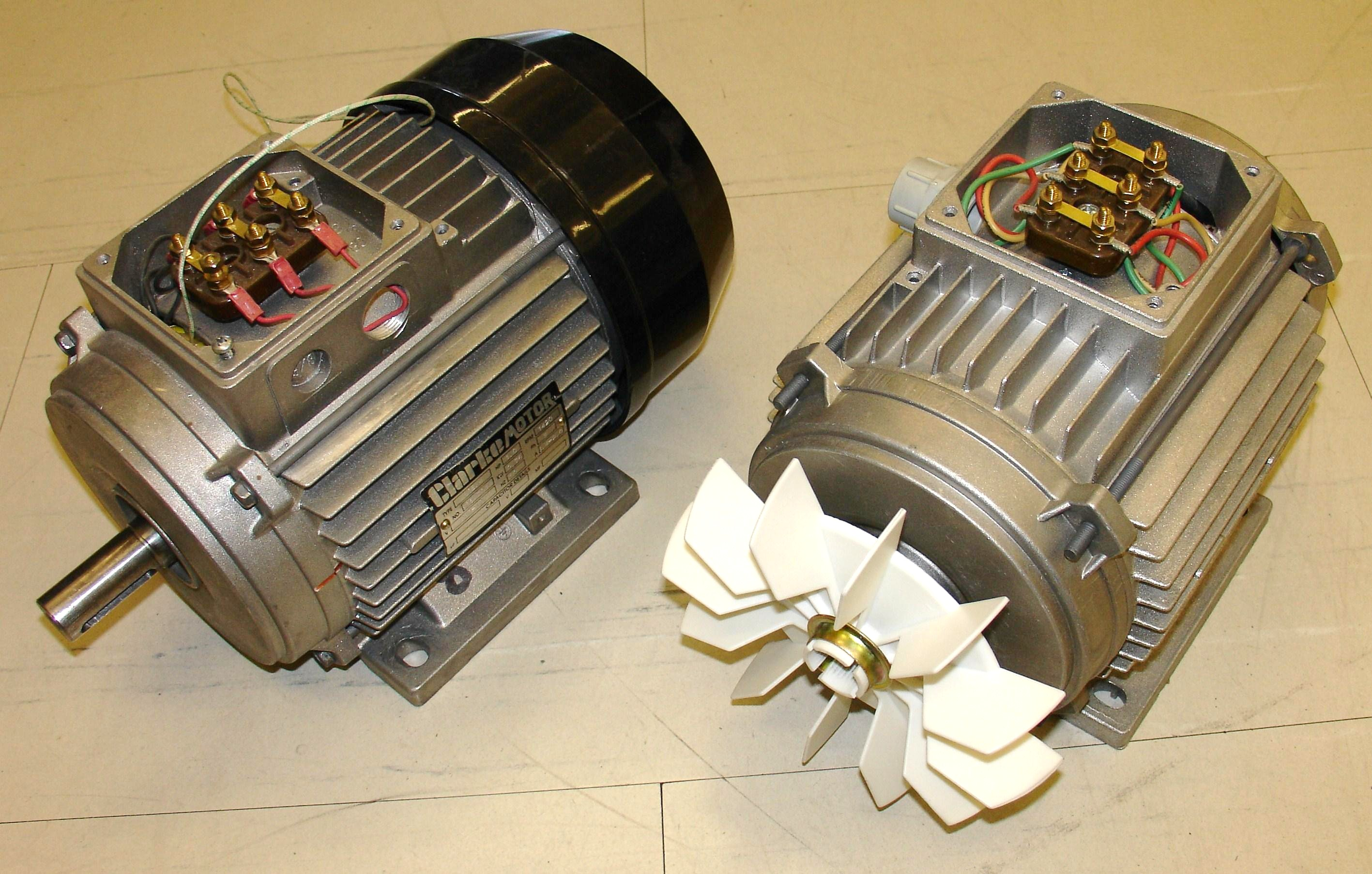
Motor d'inducció trifàsic refrigerat per ventilador (TEFC) totalment tancat amb coberta final a l'esquerra i sense tapa posterior mostrant el ventilador de refrigeració a la dreta. En els motors TEFC, les pèrdues de calor interior es dissipen indirectament a través de les aletes del recinte, principalment per convecció d'aire forçada.

Un motor d'inducció o motor asíncron és un motor elèctric de CA en el qual el corrent elèctric del rotor que produeix el parell s'obté per inducció electromagnètica a partir del camp magnètic giratori del bobinat de l'estator. Per tant, un motor d'inducció no necessita connexions elèctriques al rotor. El rotor d'un motor d'inducció pot ser del tipus amb anells col·lectors o bé de gàbia d'esquirol.
Els motors d'inducció són màquines elèctriques, concretament màquines asíncrones. Un motor d'inducció es compon bàsicament de dues parts: estator i rotor. L'espai entre l'estator i el rotor s'anomena entreferro. L'estator constitueix la part estàtica i el rotor la part mòbil. L'estator es compon de fines làmines d'acer magnètic tractades tèrmicament per minimitzar les pèrdues per corrents paràsits i histèresi. Aquestes plaques tenen el format d'un anell amb ranures internes (vista frontal) de manera que es poden acomodar bobinatges, que al seu torn, quan estan en funcionament, han de crear un camp magnètic a l'estator. El rotor també es compon de làmines fines d'azo magnètic tractades tèrmicament, també en forma d'anell (vista frontal) i amb bobinatges allotjats longitudinalment.
Els motors d'inducció trifàsics de gàbia d'esquirol s'utilitzen àmpliament com a accionaments industrials perquè són d'arrencada automàtica, fiables i econòmics. Els motors d'inducció monofàsics s'utilitzen àmpliament per a càrregues més petites, com ara escombraries i eines elèctriques estacionàries. Encara que tradicionalment s'utilitzen per al servei de velocitat constant, els motors d'inducció monofàsics i trifàsics s'estan instal·lant cada cop més en aplicacions de velocitat variable que utilitzen accionaments de freqüència variable (VFD). VFD ofereix oportunitats d'estalvi d'energia per als motors d'inducció en aplicacions com ventiladors, bombes i compressors que tenen una càrrega variable.

## Història

Fig. 1. —El disc giratori d'Aragó

El 1824, el físic franco-català François Aragó va formular l'existència de camps magnètics rotatius, anomenats rotacions d'Aragó amb els que Walter Baily, connectant i desconnectant manualment uns interruptors, va demostrar el 1879, de forma efectiva el funcionament del primer motor d'inducció. En el moment del seu descobriment, les rotacions d'Aragó eren efectes sorprenents i difícils d'explicar. El 1831, Michael Faraday va introduir la teoria de la inducció electromagnètica, que explicava com es produeixen aquests efectes en detall.

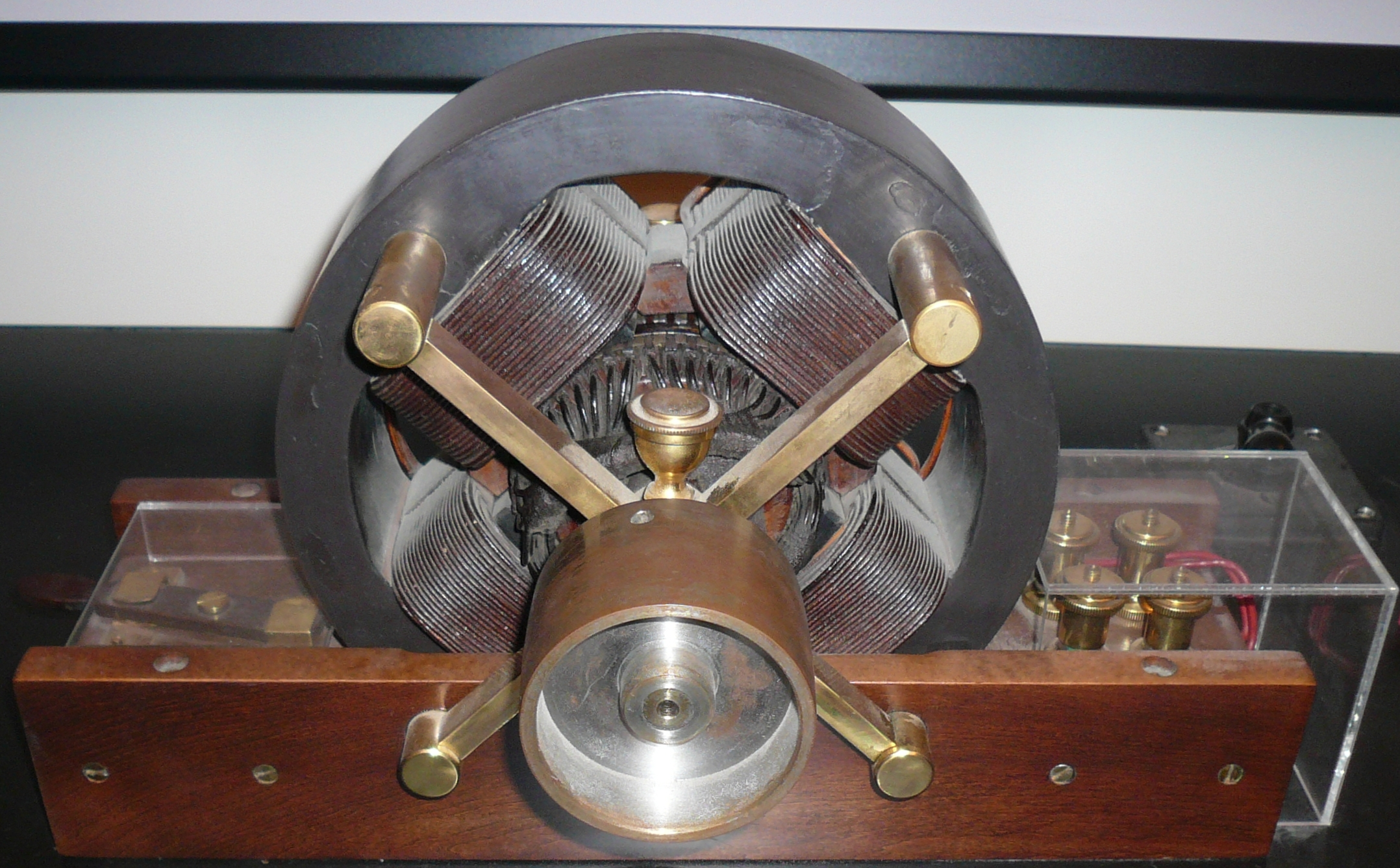
Un prototip del primer motor d'inducció de Nikola Tesla al Museu Tesla de Belgrad, Sèrbia

El primer motor d'inducció de CA monofàsic sense commutador va ser inventat per l'enginyer hongarès Ottó Bláthy ; va utilitzar un motor monofàsic per impulsar el seu invent, el comptador d'electricitat.
Els primers motors d'inducció polifàsics sense commutador de CA van ser inventats independentment per Galileo Ferraris i Nikola Tesla, un model de motor que funcionava que va ser demostrat pel primer el 1885 i pel segon el 1887. Tesla va sol·licitar patents nord-americanes a l'octubre i novembre de 1887 i se li van concedir algunes d'aquestes patents el maig de 1888. L'abril de 1888, la Reial Acadèmia de Ciències de Torí va publicar la investigació de Ferraris sobre el seu motor polifàsic de CA que detallava els fonaments del funcionament del motor. El maig de 1888, Tesla va presentar el document tècnic A New System for Alternating Current Motors and Transformers a l'Institut Americà d'Enginyers Elèctrics (AIEE)  que descriu tres motors de quatre estators i pols. tipus: un que té un rotor de quatre pols que forma un motor de reluctància no autoengegada, un altre amb un rotor bobinat que forma un motor d'inducció d'arrencada automàtica i el tercer un veritable motor síncron amb un subministrament de corrent continu excitat per separat al bobinat del rotor.
George Westinghouse, que estava desenvolupant un sistema d'alimentació de corrent altern en aquell moment, va llicenciar les patents de Tesla el 1888 i va comprar una opció de patent dels EUA sobre el concepte de motor d'inducció de Ferrari. Tesla també va estar emprat durant un any com a consultor. L'empleat de Westinghouse CF Scott va ser assignat per ajudar a Tesla i més tard es va fer càrrec del desenvolupament del motor d'inducció a Westinghouse. Ferm en la seva promoció del desenvolupament trifàsic, Mikhail Dolivo-Dobrovolsky va inventar el motor d'inducció de rotor de gàbia el 1889 i el transformador de tres extremitats el 1890. A més, va afirmar que el motor de Tesla no era pràctic a causa de les pulsacions bifàsiques, cosa que el va portar a persistir en el seu treball trifàsic. Tot i que Westinghouse va aconseguir el seu primer motor d'inducció pràctic el 1892 i va desenvolupar una línia de motors d'inducció polifàsics de 60 hertz el 1893, aquests primers motors Westinghouse eren motors bifàsics amb rotors bobinats fins que BG Lamme va desenvolupar un rotor de bobinat de barra giratòria.
La General Electric Company (GE) va començar a desenvolupar motors d'inducció trifàsics el 1891. El 1896, General Electric i Westinghouse van signar un acord de llicència creuada per al disseny del rotor de la barra de bobinatge, més tard anomenat rotor de gàbia d'esquirol. Arthur E. Kennelly va ser el primer a mostrar tota la significació dels nombres complexos (utilitzant j per representar l'arrel quadrada de menys un) per designar l'operador de rotació de 90° en l'anàlisi de problemes de CA. Charles Proteus Steinmetz de GE va millorar l'aplicació de magnituds complexes de CA i va desenvolupar un model analític anomenat circuit equivalent del motor d'inducció Steinmetz.
Les millores del motor d'inducció derivades d'aquests invents i innovacions van ser tals que un modern motor d'inducció de 100 cavalls de potència té les mateixes dimensions de muntatge que un motor de 7,5 cavalls el 1897.

## Principi de funcionament

### Motor trifàsic
Tant en motors d'inducció com síncrons, la potència de CA subministrada a l'estator del motor crea un camp magnètic que gira en sincronisme amb les oscil·lacions de CA. Mentre que el rotor d'un motor síncron gira a la mateixa velocitat que el camp de l'estator, el rotor d'un motor d'inducció gira a una velocitat una mica més lenta que el camp de l'estator. Per tant, el camp magnètic de l'estator del motor d'inducció està canviant o girant en relació amb el rotor. Això indueix un corrent oposat al rotor, de fet el bobinatge secundari del motor. El flux magnètic giratori indueix corrents en els bobinatges del rotor, d'una manera similar als corrents induïts en els bobinatges secundaris d'un transformador.
Els corrents induïts als bobinatges del rotor, al seu torn, creen camps magnètics al rotor que reaccionen contra el camp de l'estator. La direcció del camp magnètic del rotor s'oposa al canvi de corrent a través dels bobinatges del rotor, seguint la llei de Lenz. La causa del corrent induït als bobinatges del rotor és el camp magnètic de l'estator giratori, de manera que per oposar-se al canvi en els corrents de bobinatge del rotor, el rotor gira en la direcció del camp magnètic de l'estator. El rotor s'accelera fins que la magnitud del corrent induït del rotor i el parell equilibra la càrrega del rotor. Com que la rotació a velocitat síncrona no indueix el corrent del rotor, un motor d'inducció sempre funciona una mica més lent que la velocitat síncrona. La diferència, o "lliscament", entre la velocitat real i la síncrona varia entre un 0,5% i un 5,0% per als motors d'inducció de corba de parell de disseny B estàndard. El caràcter essencial del motor d'inducció és que el parell es crea únicament per inducció en lloc d'excitar el rotor per separat com en les màquines síncrones o de corrent continu o auto-imantat com en els motors d'imants permanents.
Perquè els corrents del rotor siguin induïts, la velocitat del rotor físic ha de ser inferior a la del camp magnètic giratori de l'estator ( {\displaystyle n_{s}} ); en cas contrari, el camp magnètic no es mou en relació amb els conductors del rotor i no s'induirien corrents. A mesura que la velocitat del rotor cau per sota de la velocitat síncrona, la velocitat de rotació del camp magnètic del rotor augmenta, induint més corrent als bobinatges i creant més parell. La relació entre la velocitat de rotació del camp magnètic induït al rotor i la velocitat de rotació del camp de rotació de l'estator s'anomena "lliscament". Sota càrrega, la velocitat baixa i el lliscament augmenta prou per crear un parell suficient per girar la càrrega. Per aquest motiu, els motors d'inducció de vegades s'anomenen "motors asíncrons".
Un motor d'inducció es pot utilitzar com a generador d'inducció, o es pot desenrotllar per formar un motor d'inducció lineal que pot generar directament moviment lineal. El mode de generació dels motors d'inducció es complica per la necessitat d'excitar el rotor, que comença només amb una magnetització residual. En alguns casos, aquesta magnetització residual és suficient per autoexcitar el motor sota càrrega. Per tant, cal enganxar el motor i connectar-lo momentàniament a una xarxa activa o afegir condensadors carregats inicialment per magnetisme residual i que proporcionen la potència reactiva necessària durant el funcionament. Similar és el funcionament del motor d'inducció en paral·lel amb un motor síncron que serveix com a compensador del factor de potència. Una característica del mode generador en paral·lel a la xarxa és que la velocitat del rotor és més alta que en el mode de conducció. Llavors s'està donant energia activa a la xarxa. Un altre desavantatge del generador de motor d'inducció és que consumeix un corrent de magnetització important I 0 = (20–35)%.

### Velocitat síncrona

Camp magnètic giratori com la suma de tres vectors.

En aplicar un sistema trifàsic equilibrat a l'estator, es produeix un camp magnètic giratori (teorema de Ferraris) en sincronisme amb la freqüència de la xarxa elèctrica.
La velocitat amb el camp giratori depèn de la freqüència de la xarxa i del nombre de pols:
{\displaystyle n=-{\frac {f\times 60}{p}}}
On n és la velocitat del camp en rotacions per minut, f la freqüència de la xarxa (a Europa 50 Hz i p el nombre de parells de pols ) Quan el circuit del rotor està tancat, comencen a circular per ell corrents induïdes que s'oposen a la variació. de flux (llei de Lenz), aquests corrents fan que es produeixi una força en el rotor que tendeix a fer-lo girar en sincronisme amb el camp giratori, tanmateix, si s'aconseguia aquest sincronisme no hi hauria més variació de cabal i, per tant, no hi hauria actual sense força, de manera que el motor no arriba mai al sincronisme i té un " lliscament "

{\displaystyle s={\frac {n-n_{e}}{n}}}
on n és la velocitat del camp giratori i n és la velocitat del rotor.
El motor d'inducció és el motor de construcció més senzill. Estator i rotor estan muntats junts, amb un eix comú als "anells" que els formen. L'aplicació de tensió als bobinats de l'estator farà que aparegui una tensió als bobinats del rotor. Així, l'estator es pot considerar com el primari d'un transformador i el rotor com el secundari.
Aquest tipus de motor quan és accionat per una turbina i funciona amb una rotació superior a síncrona pot generar potència activa i lliurar-la al sistema on està connectat.

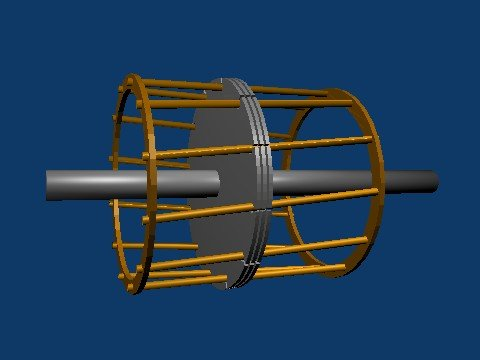
Rotor de gàbia d'esquirol.

## Tipus
Hi ha dos tipus bàsics de motors d'inducció:
- Amb rotor gàbia d'esquirol
- Amb anells col·lectors: els circuits del rotor acaben en un anell concèntric amb el rotor i on una escombreta fa contacte que transmet el corrent als terminals del rotor, que són accessibles.

## Factor de potència
El factor de potència dels motors d'inducció varia amb la càrrega, normalment des d'uns 0,85 o 0,90 a plena càrrega fins a uns 0,20 sense càrrega, a causa de les fuites de l'estator i del rotor i les reactàncies de magnetització. El factor de potència es pot millorar connectant els condensadors en un motor individual o, per preferència, en un bus comú que cobreixi diversos motors. Per consideracions econòmiques i altres, els sistemes de potència rarament es corregeixen del factor de potència al factor de potència unitari. L'aplicació de condensadors de potència amb corrents harmònics requereix una anàlisi del sistema d'alimentació per evitar la ressonància harmònica entre els condensadors i les reactàncies del transformador i del circuit. Es recomana la correcció del factor de potència del bus comú per minimitzar el risc de ressonància i per simplificar l'anàlisi del sistema d'alimentació.